# Fot
För andra betydelser, se Fot (olika betydelser).

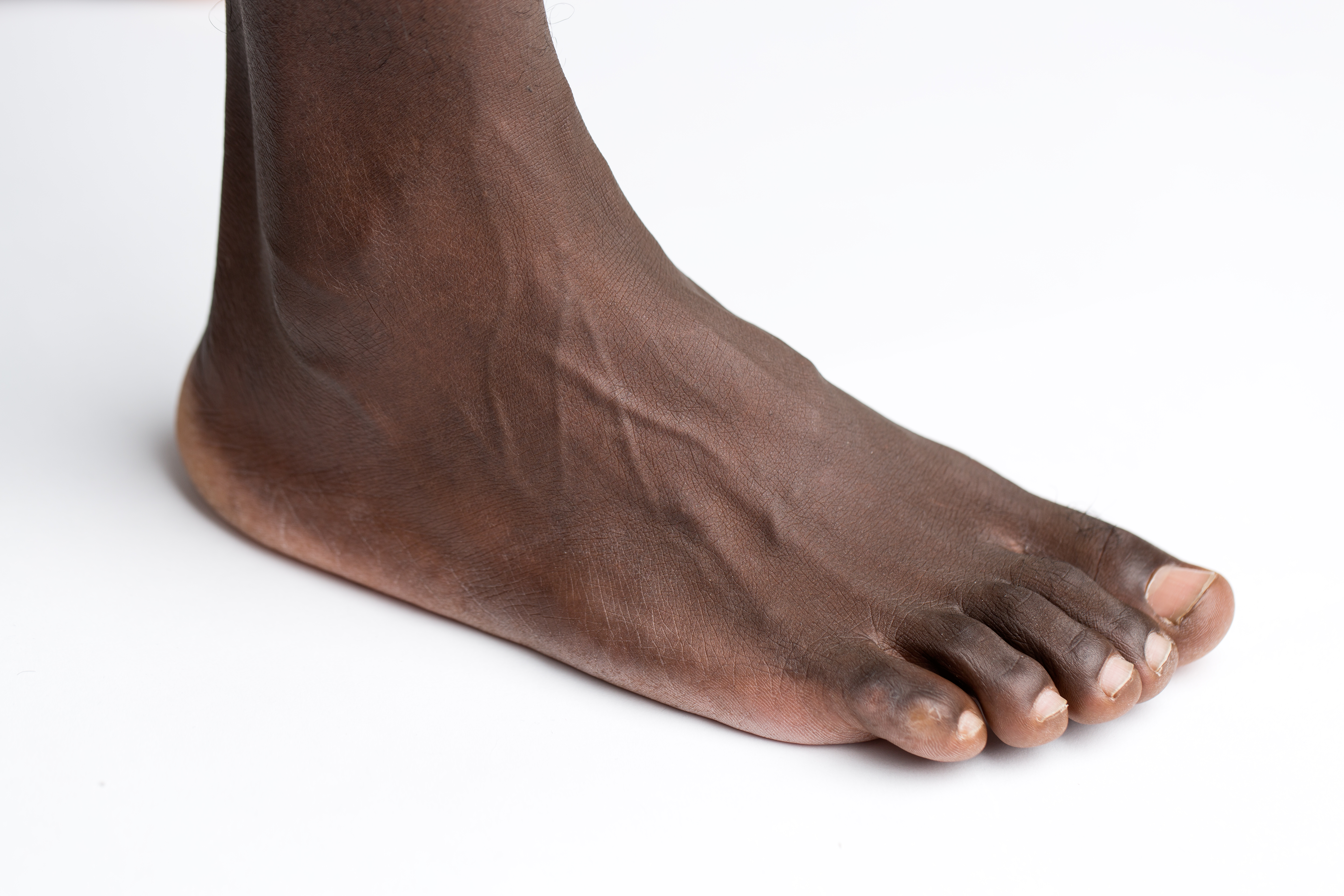
Högerfot

Fot är kroppsdelen som på vissa djurarter avslutar benen och som används till förflyttning. Hos många djur utgör foten ett separat organ bestående av ett eller flera bensegment och vanligtvis naglar eller klor. Undersidan kallas sula eller fotsula.
Fötter har mycket varierande form inom djurriket. Ett exempel är hästarnas fötter där nageln (hoven) är extremt utvecklad, vilket gör att den kan bära upp hela hästens vikt.

## Människans fot

### Anatomi
Längst fram på människans fot sitter fem tår, och längst bak sitter hälen. Tåvalken är den delen av foten där tårna möter foten. Hålfoten är delen på insidan av foten mellan hälen och tåvalken.

#### Fotens ben
- Hälbenet (calcaneus)
- Språngbenet (talus)
- Båtbenet (os naviculare)

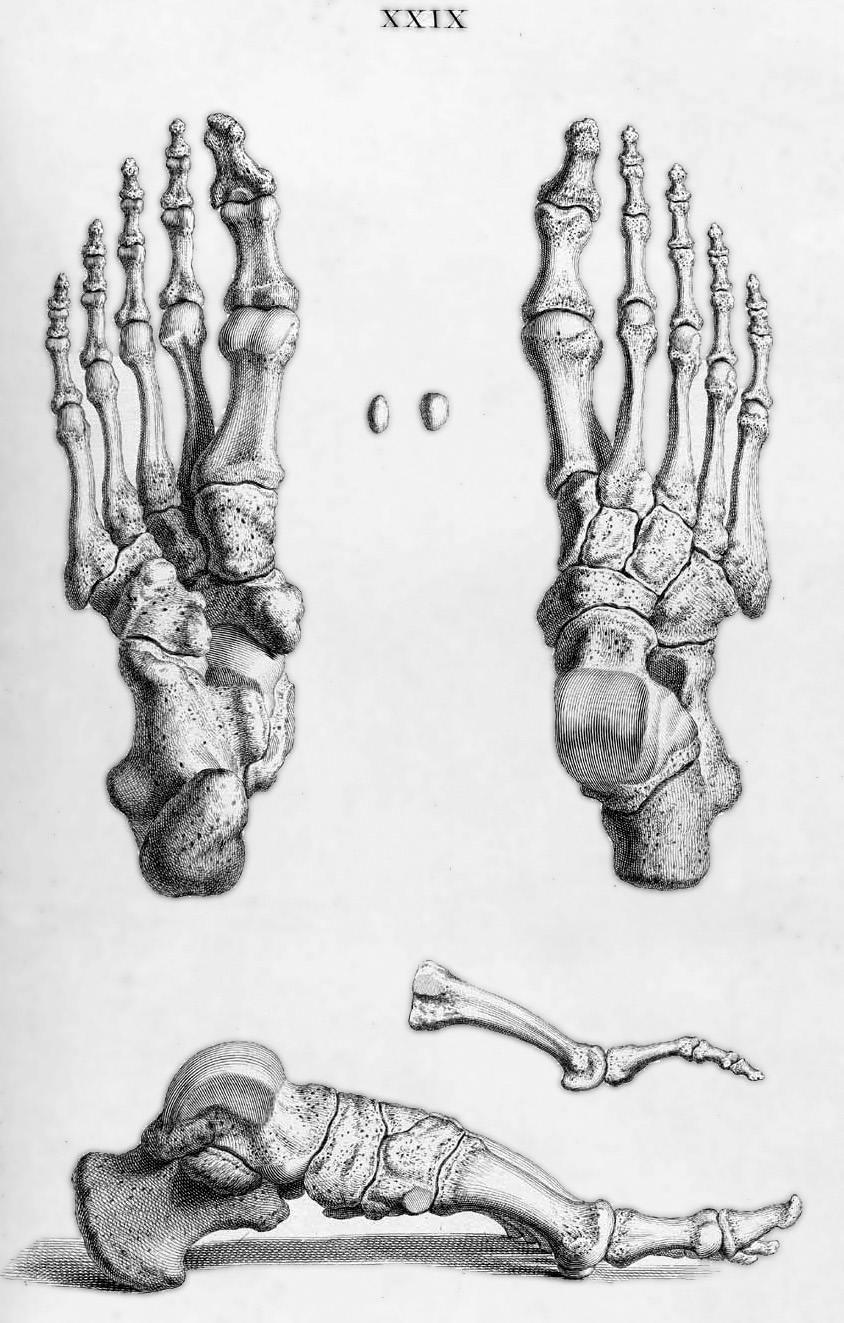
Fotens ben som William Cheselden såg dem 1733.

- Inre kilformade benet (os cuneiforme mediale)
- Mellersta kilformade benet (os cuneiforme intermedium)
- Yttre kilformade benet (os cuneiforme laterale)
- Tärningsbenet (os cuboideum)
- 5 st Metatarsalben (ossa metatarsalia I-V)
- Tårnas ben 5 st (ossa digitorum)
- Tårnas falanger (phalanges)
- Sesamben (ossa sesamoidea) som förekommer infogade i senor och ligament.

### Kulturella aspekter

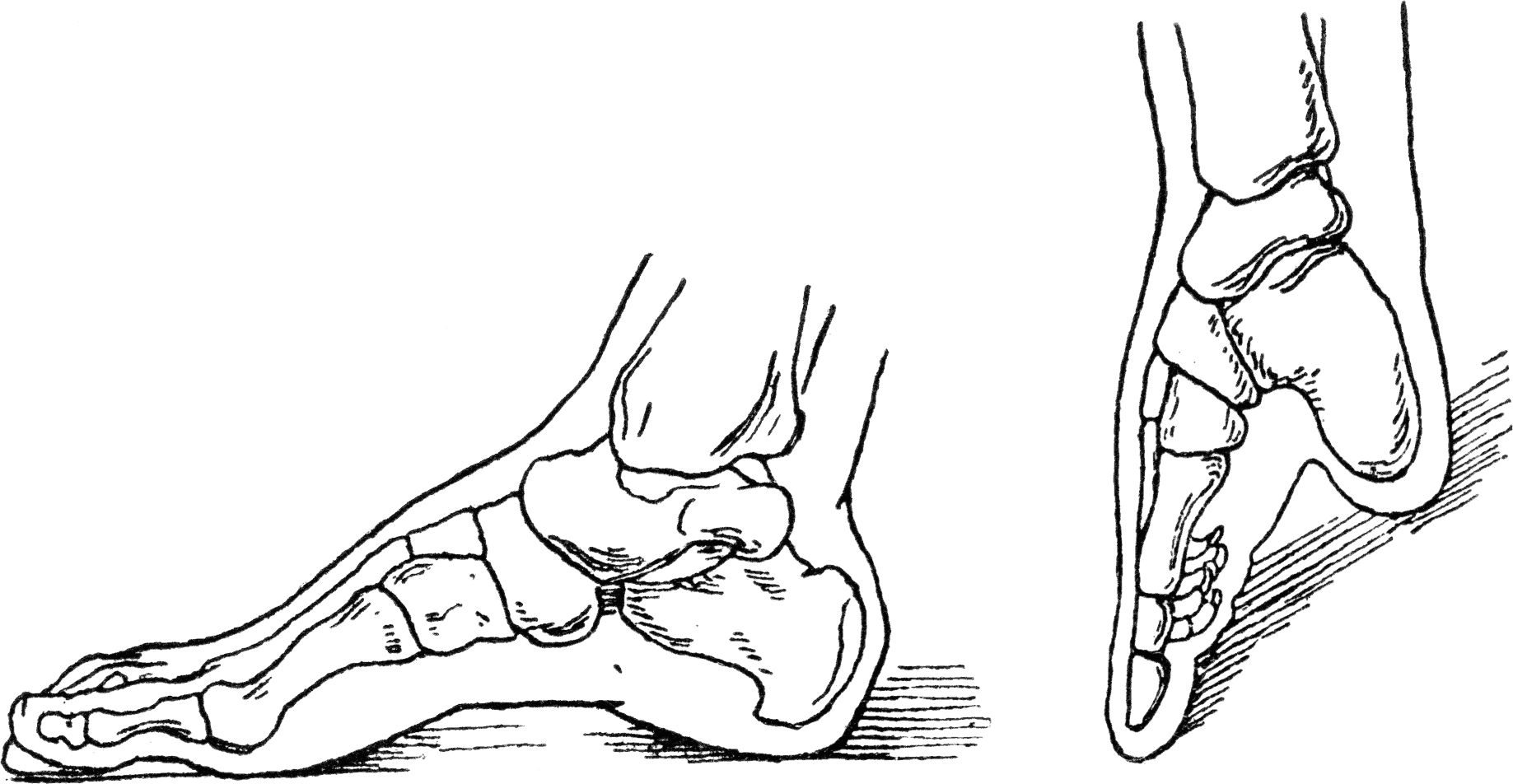
Bundna fötter.

- I Kina förekom det tidigare fotbindning i närmare 1000 år fram till 1911, då det förbjöds. Små fötter ansågs estetiskt tilltalande och användes ofta som exempel av antropologer på hur en extrem deformitet kan betraktas som något vackert och på vilket lidande som människor är beredda att gå igenom för att uppnå ett skönhetsideal.

- I en del kulturer är bara fötter betraktat som något orent och anstötligt. I arabländer och i Thailand är det inom vissa kulturella grupper extremt oartigt att visa någon sina fotsulor. Fotsulan som förolämpning användes av journalisten Muntazar al-Zaidi när han i december 2008 kastade en av sina skor på George W. Bush under en presskonferens i Irak.

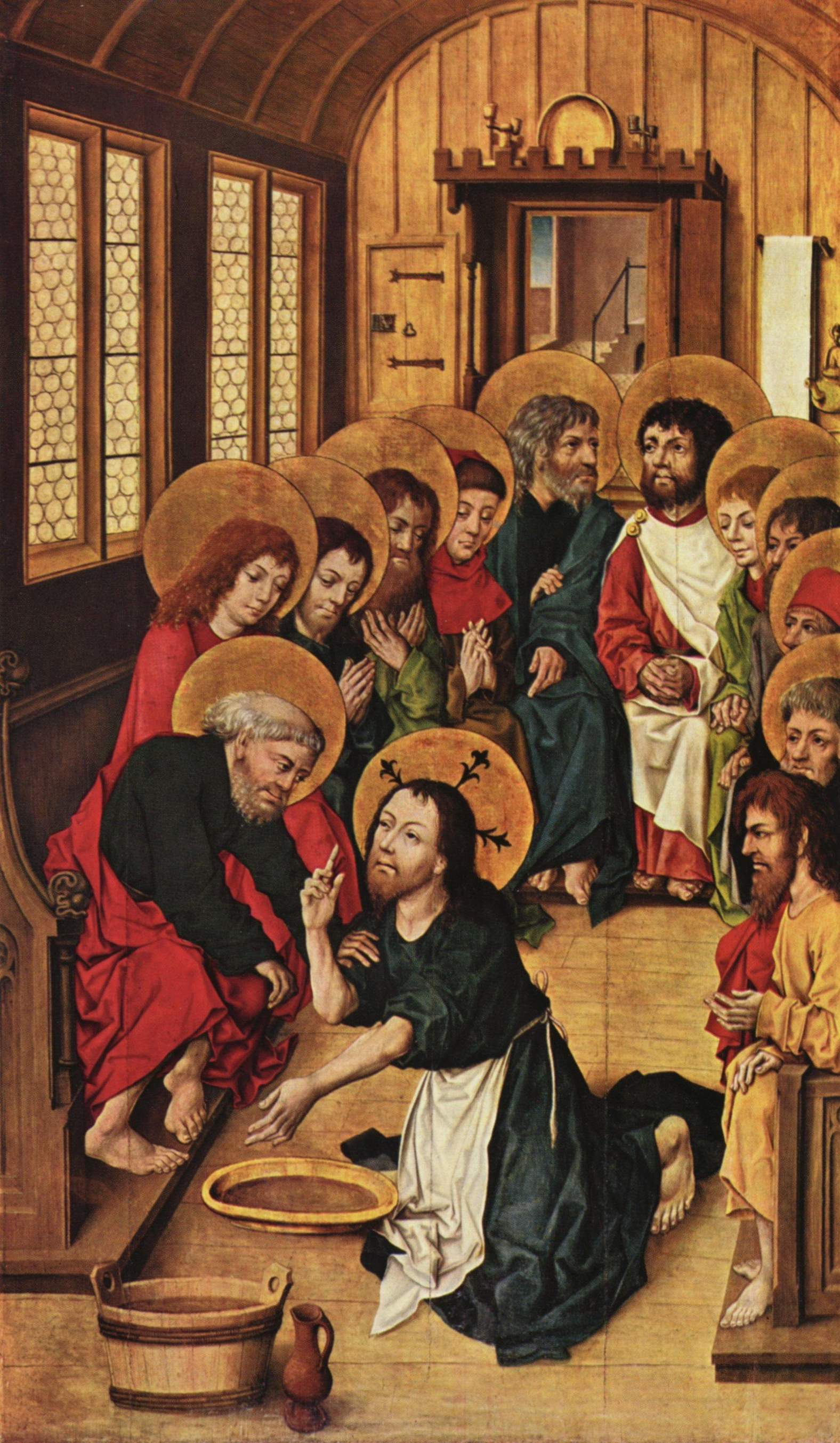
Ikon föreställande den första nattvarden

- Inom många kristna samfund förekommer rituell fottvagning, en symbolhandling i samband med Nattvarden som kan härstamma från gästfrihetsseder i Mellanöstern. Inom islam förekommer det ofta att man tvättar fötterna innan man går in i moskén.
- Det finns människor som är sexuellt attraherade av fötter, fotfetischister.

## Bildgalleri

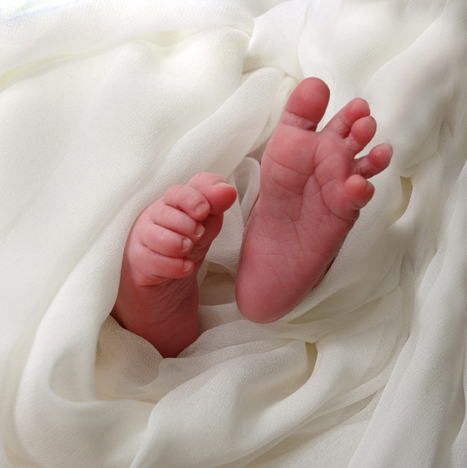
Bebisfötter.
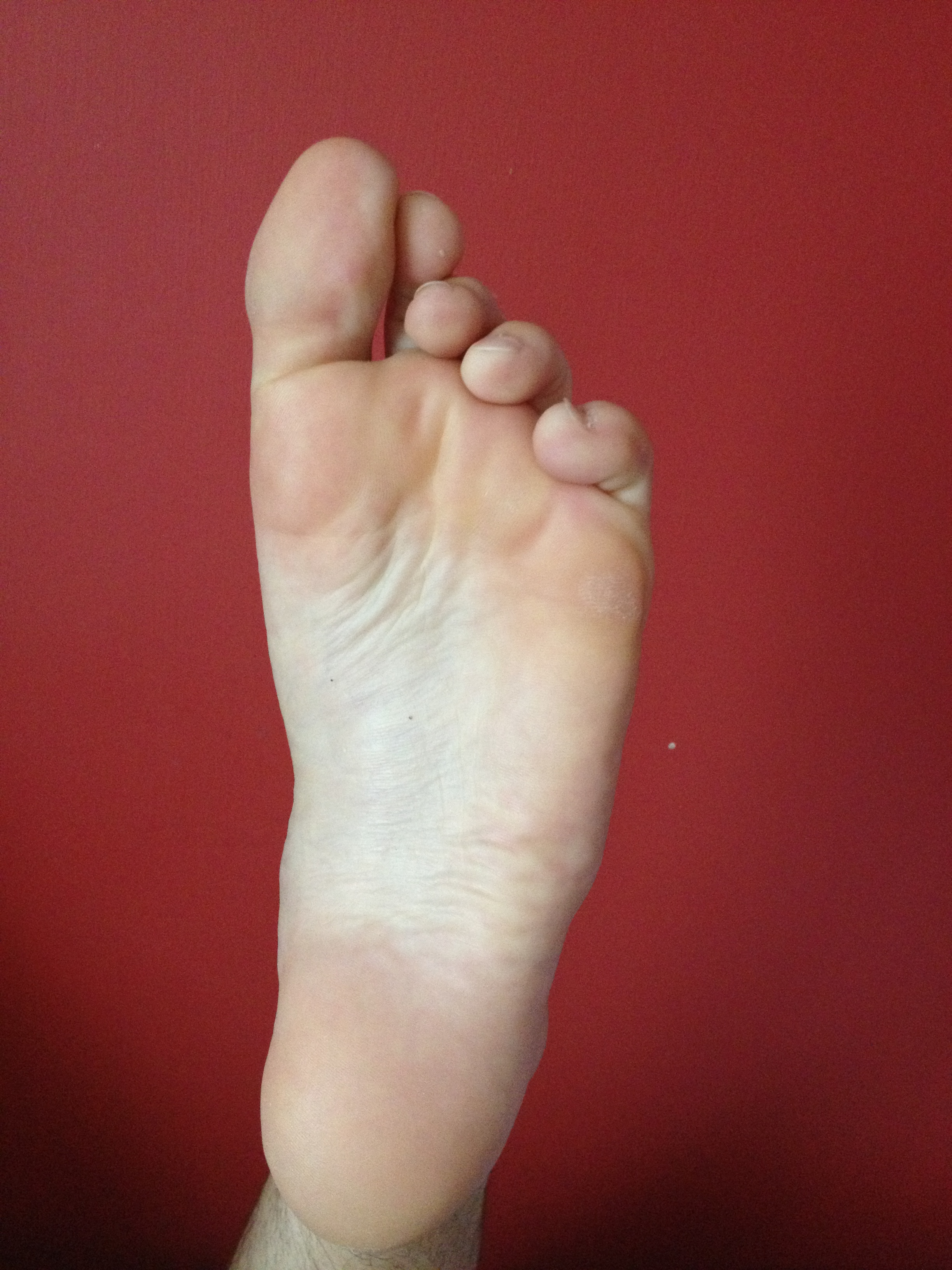
Fotsula
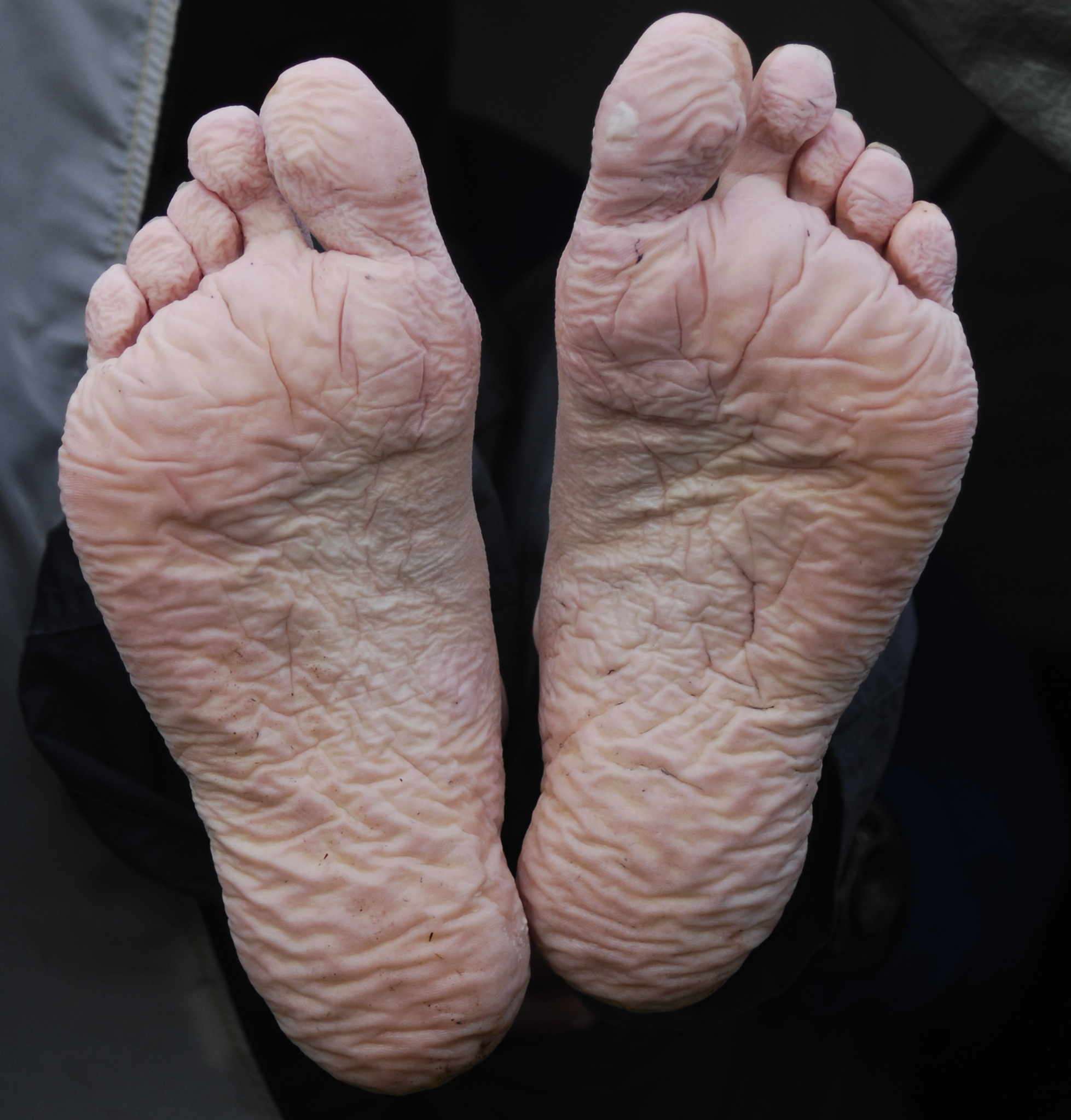
Fötter som varit länge i vatten, så kallad skyttegravsfot.

## Fötter som föda
Fötter från gris kan tillredas, exempelvis som aladåb eller griljerade, och ätas. I Kina äter man kokta eller friterade fötter från kyckling på matborden eller som snacks. Kycklingfötter äts också i Mexiko, Korea, Taiwan, Sydafrika, Jamaica, Filippinerna, Peru, Trinidad, Tobago och i Mellanöstern.